# Battaglia di Takrouna
La battaglia di Takrouna si svolse durante le fasi finali della ritirata delle forze italiane e tedesche della la campagna di Tunisia della seconda guerra mondiale.
Nell'ambito della maggiore battaglia di Endaville, le truppe neozelandesi del 28° battaglione Maori attaccarono il picco roccioso del villaggio di Takrouna, in cui erano arroccati una divisione tedesca e il 66° reggimento fanteria, a cui si aggiunsero un centinaio di paracadutisti della Folgore e una compagnia di granatieri, che resistettero fino alla sera del 21 aprile quando, per la mancanza di rifornimenti, dovettero arrendersi.

## Scenario

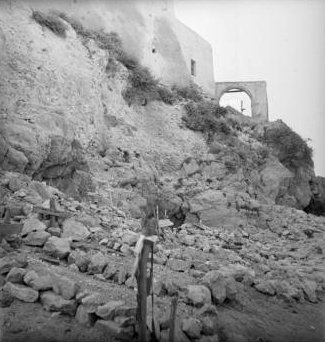
Takrouna durante la Seconda Guerra Mondiale

Il villaggio di Takrouna si trova arroccato su una collina, alta circa 300 m, a circa 6 km a ovest del villaggio di Enfidaville. Sulla sommità del pinnacolo, e con una vista ininterrotta verso sud, c'erano i resti di una vecchia fortezza in pietra di origine berbera, usata in passato per opporsi al dominio e all'amministrazione francese. Poggiando su una massiccia base di solida roccia, il caposaldo dominava le pianure sottostanti, sembrando quasi inespugnabile e sbarrando le vie di accesso a Tunisi.
Il picco roccioso di Takrouna era tenuto dai soldati italiani del I° battaglione della 66° Divisione Trieste comandato dal capitano Mario Leonida Politi e da un plotone tedesco della 10.Kompanie del 3° Panzergrenadier Regiment 47 della 21° Panzer Division.
Alla base del Takrouna, in particolare tra questo e la prominente sella del Gebel Bir situata circa 1 200 metri a est, c'erano numerosi uliveti separati da siepi impenetrabili di cactus. Inoltre i campi circostanti erano stati pesantemente minati.

## L'attacco

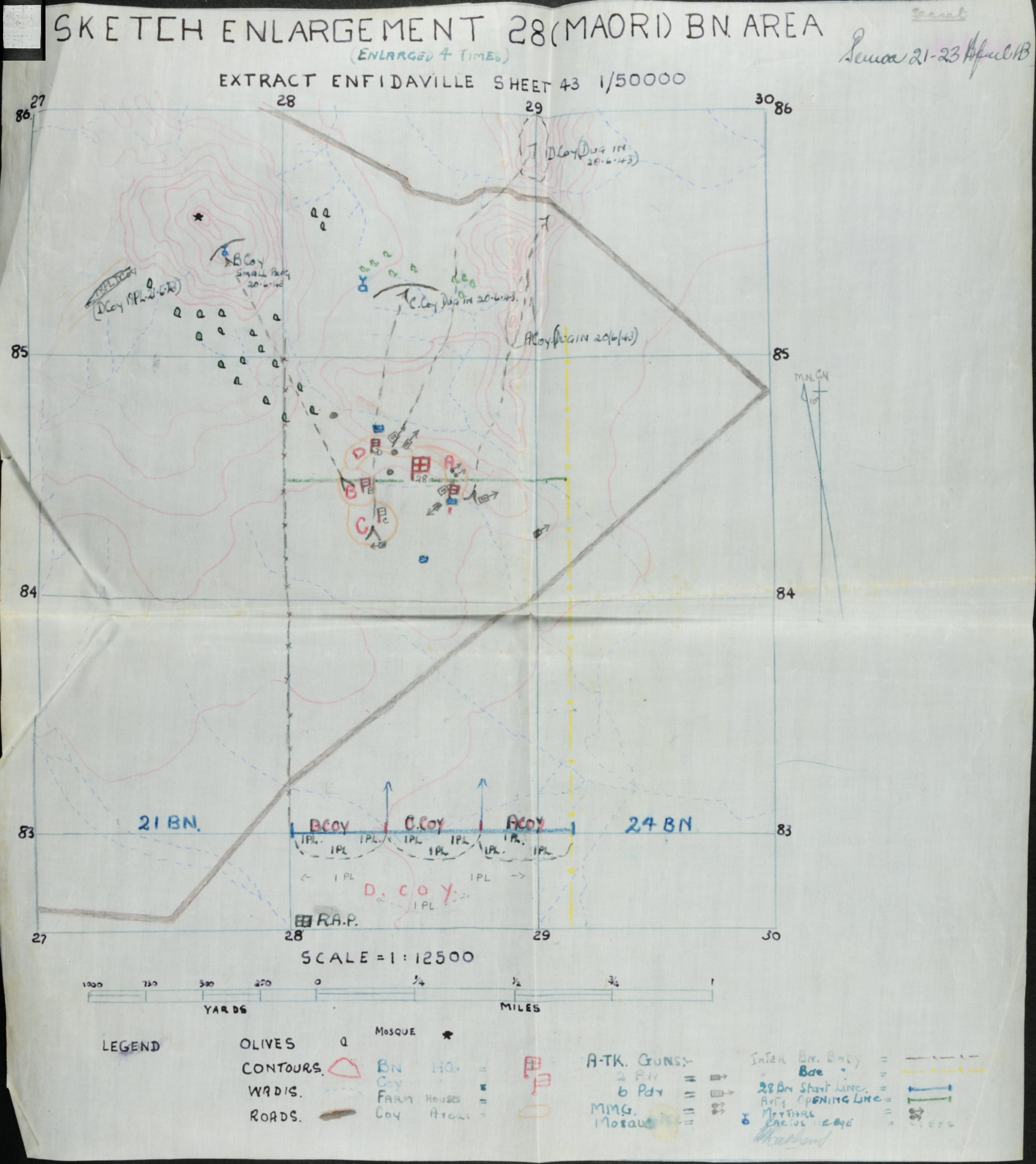
Schema di attacco del 28º battaglione Maori

Alle ore 23.00 del 19 aprile 1943 iniziò un pesante bombardamento britannico, per agevolare l'attacco alleato al Takrouna condotto dal 21º battaglione neozelandese, mentre il 28º battaglione Maori si diresse verso il retrostante Gebel Bir. 
Alle ore 6:00 i kiwi riuscirono a raggiungere il versante occidentale del picco roccioso, ma subendo pesanti perdite grazie alla miglior posizione dei cecchini italiani che dominavano dall'alto. Il generale Howard Kippenberger dovette perciò ordinare il ripiegamento del 21° battaglione, richiedendo i rinforzi del 23° battaglione, che grazie anche all'impiego dei carri armati riuscì a conquistare poco dopo il lato destro dello sperone del Takrouna, pur registranto ulteriori e gravi perdite, tra cui i comandanti dei due battaglioni e tutti gli ufficiali di una compagnia, per un totale di 50 morti e 40 feriti gravi.
Nel frattempo i Maori travolsero la compagnia del Panzergranadier del 47° Reggimento che difendeva il Gebel Bir, trovando così la strada spianata verso il crinale del Takrouna. Dopo un contrattacco corpo a corpo contro i Maori, i soldati della 2° compagnia Trieste dovettero arretrare verso le postazioni a metà dell'altura, nulla potendo contro l'accerchiamento.
Divenuta la situazione ormai disperata, anche per l'esaurimento delle munizioni, il generale Francesco La Ferla chiese l'intervento dei paracadutisti del 285º battaglione paracadutisti "Folgore" (superstiti dopo la battaglia di El Alamein) per scacciare i neozelandesi situati in cima alla roccia, recuperare i connazionali e riorganizzare a difesa della roccaforte.
Alle 12:00 del 20 aprile l'artiglieria italiana iniziò a bombardare la vetta, e dopo due ore fu lanciato il contrattacco con 80 granatieri di Sardegna, ma senza successo e riportando molte perdite. Entrarono quindi in azione i 180 paracadutisti della 108ª compagnia e della 112ª compagnia, trovando subito il fuoco alleato. A metà strada, incontrarono una squadra di mitraglieri dei granatieri che fornì importanti informazioni: fu così decisa una manovra a tenaglia ai lati dello sperone roccioso. Con un grande sforzo, gli italiani tentarono di risalire la pista, ma il primo gruppo fu falciato dalle armi automatiche neozelandesi; il secondo gruppo invece si fece strada fino alla sporgenza. Venne poi deciso di scalare la parte più impervia, che risultava meno presidiata dai neozelandesi, mentre un altro gruppo fu incaricato di compiere un'azione diversiva con fuoco d copertura. Raggiunta la cima, ci fu qualche combattimento ravvicinato tra i vicoli delle case. In particolare, gli italiani lanciarono una granata in un edificio dove erano radunati i feriti neozelandesi, uccidendone la maggior parte. La reazione dei Maori fu feroce, cosicché gli italiani, che volessero arrendersi o no, furono fucilati, baionettati o gettati giù dalla rupe, mentre i pochi superstiti dovettero ritirarsi. 
Alle prime luci dell'alba dei 21 aprile, i parà italiani ripresero possesso del pinnacolo, sicché il generale Klippenberg inviò nuovi rinforzi e iniziò a bombardare la cima e il crinale del Takrouna con una valanga di fuoco. Alla fine i pochi italiani superstiti dovettero abbandonare la vetta verso le ore 16:00, avendo terminato tutte le munizioni.

## Perdite

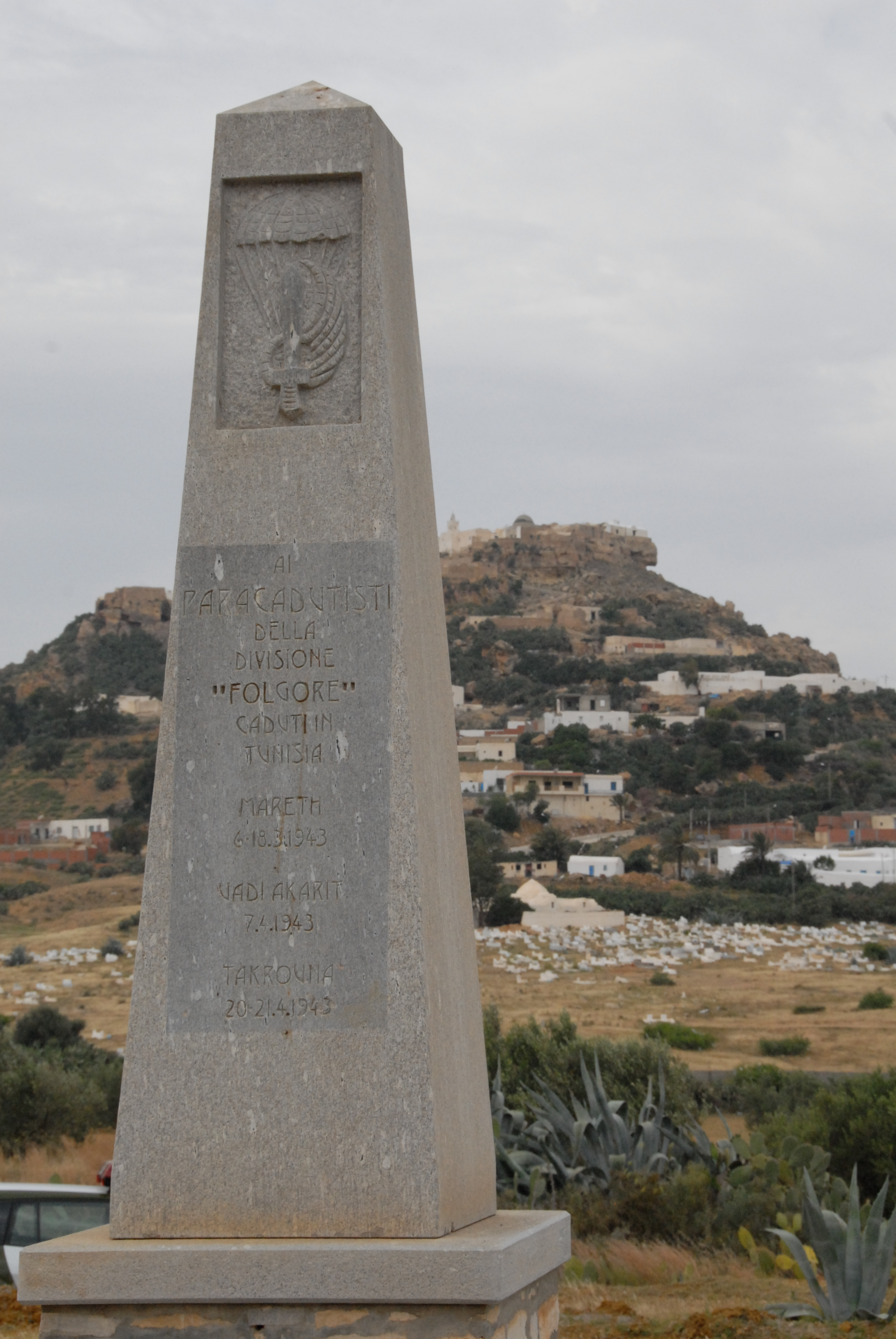
Memoriale dei paracadutisti italiani caduti in Tunisia (Takrouna)

Le perdite della Nuova Zelanda furono ingenti: 3 ufficiali e 43 altri soldati furono uccisi, 29 ufficiali e 375 altri soldati rimasero feriti e 2 ufficiali e 84 altri soldati risultarono dispersi, per un totale di 536 uomini perduti.
Da parte italiana vi furono: 2 ufficiali, 1 sottufficiale e 9 soldati morti; 6 ufficiali, 7 sottufficiali e 41 soldati feriti; 27 ufficiali, 71 sottufficiali e 621 soldati dispersi.

## Ricordo
A seguito della battaglia, la bandiera di guerra del 66º Reggimento fanteria "Trieste" fu insignita della Medaglia d'oro al valor militare, mentre la data del 20 aprile è divenuta giorno di celebrazione del reggimento medesimo.
Il sergente Claudio Bressanin ottenne la Medaglia d'oro al valor militare, poiché negli ultimi istanti di vita riuscì a raccogliere con la punta della matita il sangue che gli colava dall'addome e a scrivere su un pezzo di carta la frase "Viva l'Italia".
Nel cimitero di guerra di Takrouna è stato realizzato il Memoriale dei paracadutisti italiani caduti in Tunisia.